# Ioan Buteanu
 (février 2020).
Si vous disposez d'ouvrages ou d'articles de référence ou si vous connaissez des sites web de qualité traitant du thème abordé ici, merci de compléter l'article en donnant les références utiles à sa vérifiabilité et en les liant à la section « Notes et références ».
Ioan Buteanu (1821-1849) est l'un des chefs de la révolution valaque de 1848 en principauté de Transylvanie.

## Biographie
Né dans le Maramureș en 1821, il étudie à Zagreb et à Pest. Après avoir exercé son droit en Maramureș, il part pour Abrud en 1846. Il participe aux rassemblements révolutionnaires de mars à Cluj et dans d'autres villes de Transylvanie en avril (Abrud, Câmpeni, Bistra), qui menèrent à la première assemblée de Blaj en avril, où les chefs nationaux valaques se rencontrèrent.
Lors de la deuxième assemblée de Blaj en mai, il est un des chefs éminents, et est élu au Comité National Roumain. Il est proche de Simion Barnutiu et de la fraction radicale du mouvement national roumain.
Avec comme ligne de mire l'idéal de l'unification roumaine, il participe à la révolution en Munténie de juillet à septembre 1848, et revient en Transylvanie après l'intervention des Ottomans pour clamer la révolte. Il participe à la troisième assemblée de Blaj de septembre en tant que membre du groupe armé de Avram Iancu.
Il devient alors préfet de la région de Zarand, d'où il mène la lutte contre l'armée hongroise de Józef Bem, avec succès en janvier et avril 1849. Il engage des négociations avec Lajos Kossuth en avril et en mai, mais il est fait prisonnier par les Hongrois, et est exécuté, devenant un symbole de la résistance nationale roumaine.